# Гаунек
Гаунек (нім. Hauneck) — сільська громада в Німеччині, знаходиться в землі Гессен. Підпорядковується адміністративному округу Кассель. Входить до складу району Герсфельд-Ротенбург.
Площа — 17,75 км2. Населення становить 3199 ос. (станом на 31 грудня 2020).